# Agatocle di Atrace
Agatocle (Atrace, ... – ...) è stato uno scrittore greco antico.

## Biografia e opera
Di lui sappiamo solo che aveva scritto un'opera in prosa Sulla pesca (Ἁλιευτικά), che è citata dalla Suda e da Ateneo tra vari trattati di argomento consimile. 
In realtà il nome di Agatocle non è contenuto nell'epitome pervenuta del testo di Ateneo, ma è stato integrato sulla base del luogo citato di Suda, che riporta un elenco di scrittori di pesca che per il resto coincide con quello di Ateneo.